# Giraffoidea
De Giraffoidea is een superfamilie van evenhoevigen, die zeker twee families omvat:
- Familie Giraffidae
- Familie Climacoceratidae (uitgestorven)

Het is mogelijk dat ook de familie Antilocapridae, met als enige levende soort de gaffelbok, onder de Giraffoidea valt.